# All the Light Above It Too
All the Light Above It Too è il settimo album in studio del cantautore e surfista statunitense Jack Johnson, pubblicato nel 2017.

## Tracce
Testi e musiche di Jack Johnson.
1. Subplots – 4:29
2. You Can't Control It – 4:09
3. Sunsets for Somebody Else – 3:30
4. My Mind Is for Sale – 3:59
5. Daybreaks – 3:59
6. Big Sur – 2:52
7. Love Song #16 – 3:01
8. Is One Moon Enough? – 4:11
9. Gather – 4:15
10. Fragments – 3:41